# Ekhi Patera
L'Ekhi Patera è una struttura geologica della superficie di Io.